# Autari
(Paolo Diacono, Historia Langobardorum, III, 16)
Autari (... – Pavia, 5 settembre 590) è stato re dei Longobardi e re d'Italia dal 584 al 590.

## Biografia

### Giovinezza e ascesa al trono
Figlio di Clefi, il sovrano ucciso nel 574 e al quale i duchi longobardi per un decennio non diedero un successore (periodo dei duchi), Autari fu eletto re dagli stessi duchi nel 584, quando si resero conto che l'assenza di un potere centrale minacciava l'esistenza stessa del popolo longobardo nell'Italia recentemente conquistata. Autari ascese al trono in un contesto di forte frammentazione del dominio longobardo, sottoposto alla duplice pressione dei Franchi e dei Bizantini, eppure ottenne un deciso sostegno dai duchi, che gli assegnarono un tesoro pari alla metà dei propri beni.

### Regno
Autari promosse l'evoluzione del proprio popolo da insieme scoordinato di unità militari a stirpe unitaria, in grado di generare un vero e proprio Stato; in questo sforzo, si attribuì il titolo di Flavio, riferendosi a una tradizione che risaliva a Odoacre e a Teodorico il Grande. Si trattò di una precisa scelta politica, volta ad affermare la legittimità del potere longobardo non solo sulla propria stirpe, ma sulla totalità della popolazione italica, in larga maggioranza di stirpe latina, richiamandosi esplicitamente (in chiave anti-bizantina) all'eredità dell'Impero Romano d'Occidente.
In tal senso, Autari, benché seguace dell'interpretazione del Cristianesimo data da Ario, e condannata come eretica, cercò cautamente di avvicinarsi alla fede cattolica, professata dalla popolazione romano-italica. Gregorio Magno (Registrum Epistolarum, VII, 23) riferisce dell'invio di una reliquia in dono a papa Pelagio II. Le ostilità con i Franchi e con l'Impero bizantino - le due maggiori potenze cattoliche del tempo - finirono però con l'indurlo a misure in chiave anticattolica, con la proibizione dei battesimi secondo il rito romano.
Per stabilizzare il dominio longobardo, sostituì all'hospitalitas vigente durante il periodo dei duchi (la cessione, arbitrariamente manipolabile, ai Longobardi di un terzo dei prodotti del suolo) un sistema più definito, con una divisione dei Latini in scaglioni di ricchezza, dai quali dipendevano le imposte da versare ai dominatori che assicuravano la sicurezza militare. Il sistema colpì duramente l'aristocrazia latifondista latina, ma rappresentò un fattore di stabilità per la massa della popolazione e per l'equilibrio complessivo del regno.
Su ordine del re Autari, il duca di Trento Ewin guidò una riuscita spedizione in Istria allo scopo di conquistarla o di punire il duca del Friuli Grasulfo. Questi infatti stava per passare dalla parte dei Bizantini, come aveva già fatto Droctulfo, secondo una lettera scritta attorno al 581 di Gogone, maggiordomo di Childeberto II.
Paolo Diacono, nella sua Historia Langobardorum (libro III, capitolo 32), narra di un episodio dalla significativa, doppia simbologia: arrivato nei pressi dell'attuale Reggio Calabria Autari toccò con una lancia una colonna immersa nell'acqua a pochi metri dalla riva, segnando i confini del regno dei Longobardi e confermando la diffidenza per il mare che ha percorso la loro storia. L'episodio, del tutto leggendario, esprime l'aspirazione dei Longobardi a estendere i propri domini su tutta la penisola.

### Matrimonio con Teodolinda

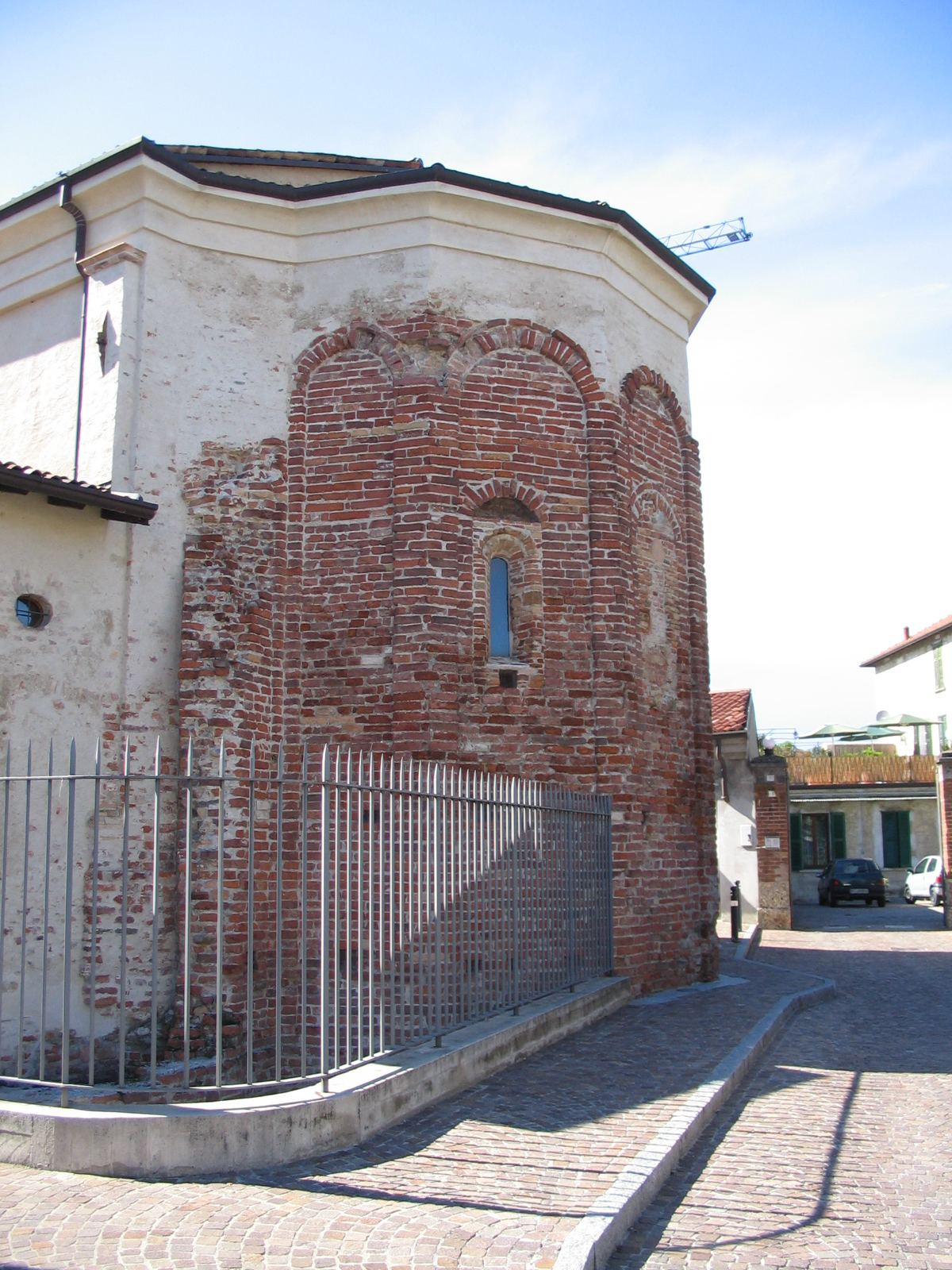
La basilica autarena di Fara Gera d'Adda

Nel 589 Autari sposò Teodolinda, figlia del duca baiuvaro Garibaldo, rinforzando così un'alleanza già esistente: Teodolinda discendeva dai Longobardi per via materna, essendo figlia di Valderada, a sua volta figlia di Vacone. In questo modo, sul trono longobardo ritornava il "carisma" della stirpe regia dei Letingi, rafforzando sensibilmente la legittimità del regno di Autari.
Il matrimonio si celebrò a Verona il 15 maggio 589, presso il campo di Sardi, rinsaldando l'alleanza con i Baiuvari e fissando il confine fra gli alleati a Salorno, località che oggi segna il confine tra il Trentino italofono e l'Alto Adige a maggioranza germanofona (ma al tempo la germanizzazione dell'Alto Adige era ancora da compiersi, il territorio era abitato per lo più da genti di etnia reto-romanza, gli antenati degli attuali ladini). Il fratello di Teodolinda, Gundoaldo, fu nominato Duca di Asti. Una sorella di Teodolinda, di cui non conosciamo il nome, sposò invece (o aveva già sposato in precedenza) il duca di Trento Ewin. Il marito di una sorella di Autari di nome Ansul morì in circostanze misteriose durante le celebrazioni del matrimonio.
Nell'ottobre di quell'anno Autari assistette nella basilica di San Zeno, sempre a Verona, a uno dei miracoli del santo. L'episodio, descritto da Paolo Diacono, è da ricollegarsi agli atteggiamenti filocattolici perseguiti dal Re.
Alcuni autori sostengono che dal matrimonio di Autari e Teodolinda nacque Gundeperga, ma l'opinione prevalente è che quest'ultima fosse figlia del successivo marito di Teodolinda, Agilulfo.

### Guerre con i Franchi e morte
Tenendo fede al motivo per cui era stato eletto re dopo il periodo dei duchi, contrastò sia i Franchi sia i Bizantini e ne spezzò la coalizione. Nel 585 respinse un attacco dei Franchi d'Austrasia, inducendo i Bizantini a concludere, per la prima volta, una tregua. Allo scadere dell'armistizio, Autari conquistò l'ultimo bastione bizantino sulle Alpi, l'Isola Comacina nel lago di Como. Sotto il regno, infatti, i longobardi cominciarono a comprendere l'importanza di operare militarmente lungo i fiumi e i laghi e, grazie alla collaborazione degli italici riuscirono a predisporre flotte.
Anche i Franchi si rassegnarono a cercare un accordo, tanto che si arrivò a un fidanzamento tra lo stesso Autari e Clodosvinta, sorella del re dei Franchi Childeberto II. Ma la regina madre dei Franchi, Brunechilde, si oppose al matrimonio, con la scusa che una cattolica non poteva sposare un ariano. Il suo rifiuto può essere interpretato in vario modo: forse si era determinato un nuovo equilibrio alla corte franca, meno propenso alla pace con i Longobardi, oppure Brunechilde riteneva più vantaggioso far sposare la figlia con Recaredo Re dei Visigoti; né si possono escludere pressioni da parte di papa Pelagio II.
Nel 588 Autari respinse un nuovo attacco franco e rivolse la sua politica verso un accordo con i Bavari, a loro volta nemici dei Franchi, fidanzandosi in quello stesso anno con la principessa Teodolinda. Nel 590 si rinnovò l'alleanza fra Franchi e Bizantini che, complice un accordo tra i Franchi e numerosi duchi longobardi (quelli di Bergamo, Treviso, Parma, Reggio Emilia e Piacenza), condusse i Longobardi alla perdita di tutta l'Emilia. Autari fu costretto a trincerarsi a Pavia, mentre Childeberto spezzò in due parti il regno longobardo, occupando Verona e infilandosi nella Valle dell'Adige fin oltre Trento.
Autari riuscì tuttavia a risollevarsi da questa difficile situazione, aiutato anche dalle difficoltà causate ai Franchi dal caldo, dalle epidemie e dalla mancanza di disciplina. A Salorno un'esondazione dell'Adige quasi travolse l'esercito franco e Autari sconfisse ad Asti una colonna dell'esercito dei Franchi. Childeberto, provato e deluso, si accordò con Autari e ripassò le Alpi. Autari morì improvvisamente a Pavia il 5 settembre di quello stesso 590, avvelenato, secondo quanto scrive Paolo Diacono. Il re potrebbe però essere morto in seguito all'epidemia che infieriva nella Valle Padana. Poco tempo dopo la sua morte la regina Teodolinda si unì in seconde nozze con il duca di Torino, Agilulfo. Nel maggio del 591 l'assemblea del popolo longobardo scelse quest'ultimo come suo successore.
Se Paolo Diacono, nei casi di Clefi e del figlio Autari, scrive delle circostanze della morte, nulla dice del luogo della loro sepoltura. Secondo il trecentesco Catalogo Rodobaldino, i due re assieme alle due regine galliche, vennero sepolti nella chiesa pavese dei martiri Gervasio e Protasio.